# Val-de-Sos
Val-de-Sos [val də sɔs] est une commune française située dans le département de l'Ariège, en région Occitanie.
Créée à compter du 1er janvier 2019 par arrêté préfectoral en date du 27 juillet 2018, cette commune nouvelle résulte de la fusion des communes de Goulier, Sem, Suc-et-Sentenac et de Vicdessos.
Val-de-Sos est une commune rurale qui compte 571 habitants en 2022.

## Géographie

### Localisation
La commune est structurée par la vallée de Vicdessos, irriguée par la rivière éponyme, dans le territoire historique du Sabarthès. L'accès principal est la D 8 depuis Tarascon-sur-Ariège.
Elle fait partie du parc naturel régional des Pyrénées ariégeoises.

### Communes limitrophes
Les communes limitrophes sont  Auzat, Gourbit, Illier-et-Laramade, Le Port, Lercoul, Orus et Rabat-les-Trois-Seigneurs.
| Rabat-les-Trois-Seigneurs | Gourbit    | Orus               |
| Le Port                   | Val-de-Sos | Illier-et-Laramade |
|                           | Auzat      | Lercoul            |

### Superficie et relief
La superficie cadastrale de la commune publiée par l’Insee, qui sert de références dans toutes les statistiques, est de 53,14 km2,. Son relief est particulièrement escarpé puisque la dénivelée maximale atteint 1 820 mètres. L'altitude du territoire varie entre 652 m et 2 472 m.

### Géologie
La commune est située dans les Pyrénées, une chaîne montagneuse jeune, érigée durant l'ère tertiaire (il y a 40 millions d'années environ), en même temps que les Alpes. Elle est traversée par la Faille nord-pyrénéenne, qui sépare la Zone axiale pyrénéenne (ZA) ou haute chaîne primaire de la Zone nord-pyrénéenne (ZNP), au nord. Les terrains affleurants sur le territoire communal sont constitués de roches pour partie sédimentaires et pour partie métamorphiques datant du Protérozoïque, le dernier éon du Précambrien sur l’échelle des temps géologiques. La structure détaillée des couches affleurantes est décrite dans la feuille « no 1087 - Vicdessos » de la carte géologique harmonisée au 1/50 000ème du département de l'Ariège, et sa notice associée.

### Hydrographie

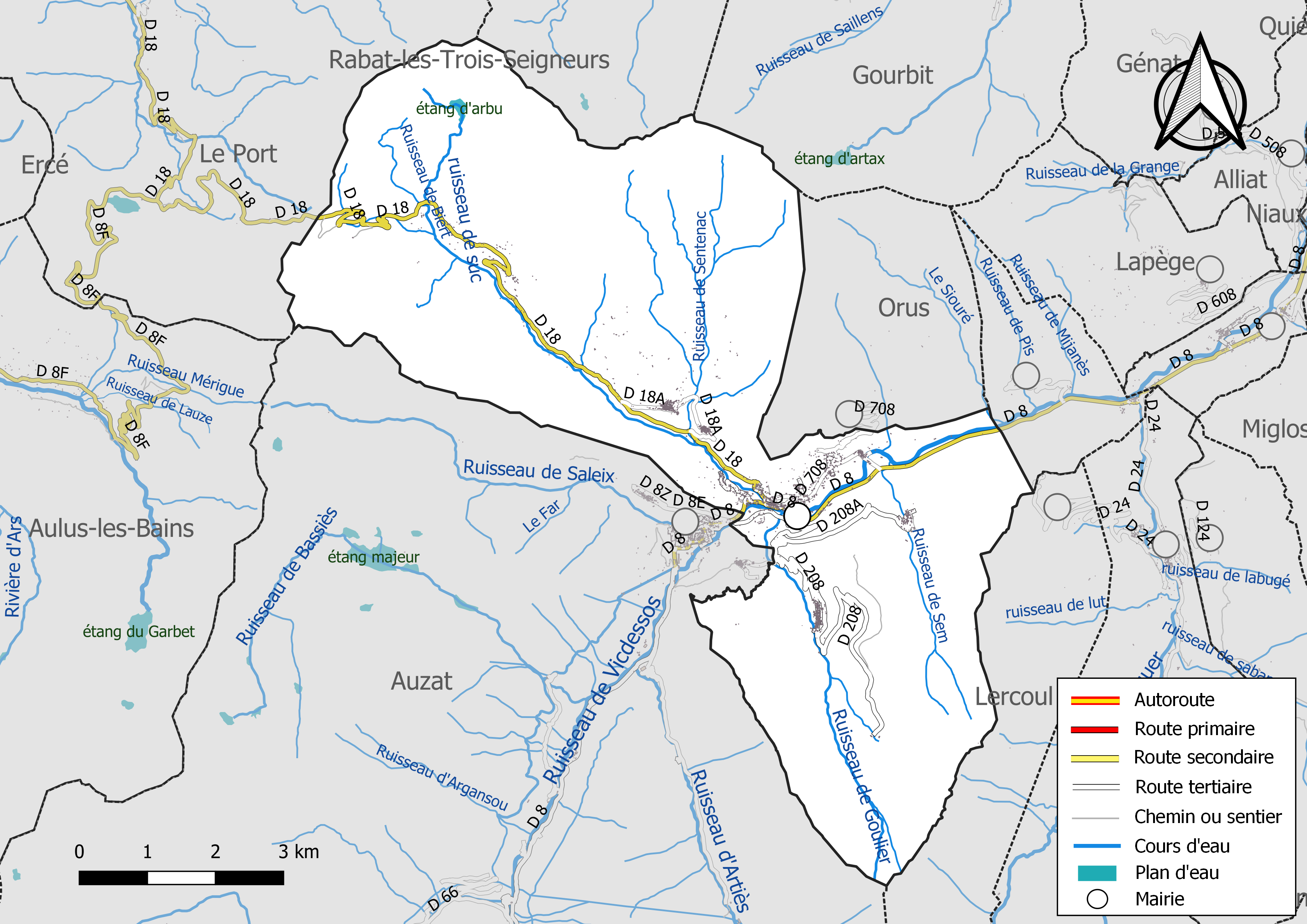
Réseaux hydrographique et routier de Val-de-Sos.

La commune est dans le bassin versant de la Garonne, au sein du bassin hydrographique Adour-Garonne. Elle est drainée par le Vicdessos, un bras du Vicdessos, le ruisseau de Goulier, le ruisseau de Suc, le Siouré, le ruisseau de Sem et le ruisseau du Moulin, constituant un réseau hydrographique de 8 km de longueur totale,.
Le Vicdessos, d'une longueur totale de 36,8 km, prend sa source dans la commune d'Auzat et s'écoule du sud vers le nord. Il traverse la commune et se jette dans l'Ariège à Tarascon-sur-Ariège, après avoir traversé 8 communes.

### Climat
Pour des articles plus généraux, voir Climat de l'Occitanie et Climat de l'Ariège.
En 2010, le climat de la commune est de type climat de montagne, selon une étude du Centre national de la recherche scientifique s'appuyant sur une série de données couvrant la période 1971-2000. En 2020, Météo-France publie une typologie des climats de la France métropolitaine dans laquelle la commune est exposée à un climat de montagne ou de marges de montagne et est dans la région climatique Pyrénées centrales, caractérisée par une pluviométrie annuelle de 1 000 à 1 200 mm.
Pour la période 1971-2000, la température annuelle moyenne est de 10,8 °C, avec une amplitude thermique annuelle de 15,3 °C. Le cumul annuel moyen de précipitations est de 1 263 mm, avec 9,1 jours de précipitations en janvier et 8,1 jours en juillet. Pour la période 1991-2020, la température moyenne annuelle observée sur la station météorologique installée sur la commune est de 11,1 °C et le cumul annuel moyen de précipitations est de 1 175,9 mm,. Pour l'avenir, les paramètres climatiques de la commune estimés pour 2050 selon différents scénarios d'émission de gaz à effet de serre sont consultables sur un site dédié publié par Météo-France en novembre 2022.
| Mois                                  | jan.            | fév.           | mars          | avril         | mai           | juin        | jui.           | août          | sep.        | oct.          | nov.            | déc.         | année      |
| ------------------------------------- | --------------- | -------------- | ------------- | ------------- | ------------- | ----------- | -------------- | ------------- | ----------- | ------------- | --------------- | ------------ | ---------- |
| Température minimale moyenne (°C)     | −1,3            | −0,9           | 1,4           | 3,7           | 7,2           | 10,7        | 12,7           | 12,6          | 9,2         | 5,9           | 1,7             | −0,4         | 5,2        |
| Température moyenne (°C)              | 3,6             | 4,7            | 7,9           | 10            | 13,4          | 16,9        | 19             | 19,2          | 15,7        | 12,1          | 6,8             | 4,1          | 11,1       |
| Température maximale moyenne (°C)     | 8,5             | 10,3           | 14,3          | 16,3          | 19,7          | 23,1        | 25,3           | 25,8          | 22,1        | 18,3          | 11,9            | 8,6          | 17         |
| Record de froid (°C) date du record   | −14,5 28.01.05  | −15,5 08.02.12 | −15 01.03.05  | −6 21.04.1991 | −2 02.05.1991 | 1 01.06.06  | 4,5 11.07.1993 | 4 29.08.1995  | 0 28.09.07  | −4,5 29.10.12 | −9 22.11.1998   | −12 25.12.01 | −15,5 2012 |
| Record de chaleur (°C) date du record | 21,5 12.01.1998 | 24 27.02.19    | 27,5 23.03.01 | 29,5 09.04.11 | 34 11.05.12   | 39 26.06.19 | 37,5 03.07.15  | 38,5 18.08.12 | 33 13.09.16 | 31 04.10.04   | 28,5 01.11.1999 | 22 24.12.12  | 39 2019    |
| Précipitations (mm)                   | 122,7           | 98,2           | 95,1          | 108,2         | 115           | 87,6        | 71,8           | 73,5          | 78,2        | 84,7          | 132,7           | 108,2        | 1 175,9    |

| Diagramme climatique                                  |              |             |              |            |              |              |              |             |             |              |              |
| J                                                     | F            | M           | A            | M          | J            | J            | A            | S           | O           | N            | D            |
| 8,5−1,3122,7                                          | 10,3−0,998,2 | 14,31,495,1 | 16,33,7108,2 | 19,77,2115 | 23,110,787,6 | 25,312,771,8 | 25,812,673,5 | 22,19,278,2 | 18,35,984,7 | 11,91,7132,7 | 8,6−0,4108,2 |
| Moyennes : • Temp. maxi et mini °C • Précipitation mm |              |             |              |            |              |              |              |             |             |              |              |

## Urbanisme

### Typologie
Au 1er janvier 2024, Val-de-Sos est catégorisée commune rurale à habitat dispersé, selon la nouvelle grille communale de densité à 7 niveaux définie par l'Insee en 2022.
Elle est située hors unité urbaine et hors attraction des villes,.

### Risques majeurs
Le territoire de la commune de Val-de-Sos est vulnérable à différents aléas naturels : inondations, climatiques (grand froid ou canicule), feux de forêts, mouvements de terrains, avalanche  et séisme (sismicité modérée). Il est également exposé à un risque technologique, la rupture d'un barragedeux risques particuliers, les risques radon et minier,.

#### Risques naturels

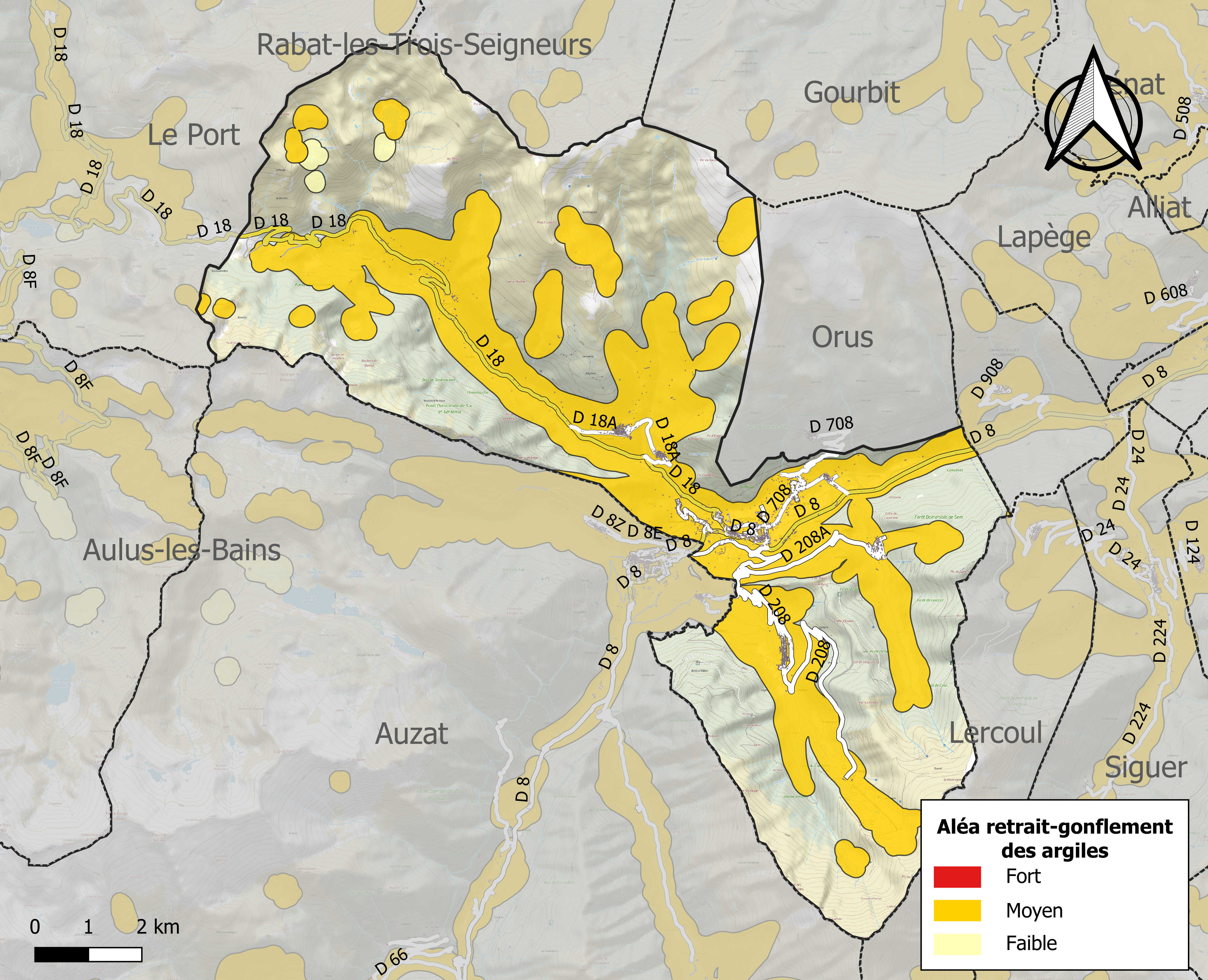
Zonage de l'aléa retrait-gonflement des argiles sur la commune de Val-de-Sos.

Certaines parties du territoire communal sont susceptibles d’être affectées par le risque d’inondation par crue torrentielle d'un cours d'eau, le Vicdessos.
Les mouvements de terrains susceptibles de se produire sur la commune sont soit des chutes de blocs, soit des glissements de terrains, soit des mouvements liés au retrait-gonflement des argiles. Près de 50 % de la superficie du département est concernée par l'aléa retrait-gonflement des argiles, dont la commune de Val-de-Sos. L'inventaire national des cavités souterraines permet par ailleurs de localiser celles situées sur la commune.
La commune est exposée au risque d'avalanche lié notamment à la pratique du ski compte tenu d’une fréquentation hivernale croissante. Un plan d’Intervention et de déclenchement des avalanches (PIDA) a en particulier été élaboré.
Ces risques naturels sont pris en compte dans l'aménagement du territoire de la commune par le biais d'un plan de prévention des risques (PPR) inondation et mouvement de terrain approuvé le 17 juillet 2009.

#### Risques technologiques
Dans le département de l’Ariège on dénombre cinq grands barrages susceptibles d’occasionner des dégâts en cas de rupture. La commune fait partie des 80 communes susceptibles d’être touchées par l’onde de submersion consécutive à la rupture d’un de ces barrages. Elle est en effet dans la zone de proximité immédiate d'un barrage classé PPI.

#### Risque particulier
La commune est concernée par le risque minier, principalement lié à l’évolution des cavités souterraines laissées à l’abandon et sans entretien après l’exploitation des mines.
Dans plusieurs parties du territoire national, le radon, accumulé dans certains logements ou autres locaux, peut constituer une source significative d’exposition de la population aux rayonnements ionisants. Toutes les communes du département sont concernées par le risque radon à un niveau plus ou moins élevé. Selon la classification de 2018, la commune de Val-de-Sos est classée en zone 2, à savoir zone à potentiel radon faible mais sur lesquelles des facteurs géologiques particuliers peuvent faciliter le transfert du radon vers les bâtiments.

## Histoire
De 1911 à 1932, le territoire communal était desservi par le tramway à voie métrique de la ligne de Tarascon-sur-Ariège à Auzat.
La commune est créée au 1er janvier 2019 par un arrêté préfectoral du 17 décembre 2018.

## Politique et administration

### Découpage territorial
La commune de Val-de-Sos est membre de la communauté de communes de la Haute Ariège, un établissement public de coopération intercommunale (EPCI) à fiscalité propre créé le 27 septembre 2016 dont le siège est à Luzenac. Ce dernier est par ailleurs membre d'autres groupements intercommunaux.
Sur le plan administratif, elle est rattachée à l'arrondissement de Foix, au département de l'Ariège, en tant que circonscription administrative de l'État, et à la région Occitanie.
Sur le plan électoral, elle dépend du canton du Sabarthès pour l'élection des conseillers départementaux, depuis le redécoupage cantonal de 2014 entré en vigueur en 2015, et de la première circonscription de l'Ariège  pour les élections législatives, depuis le redécoupage électoral de 1986.

### Liste des maires
| Période      | Période  | Identité           | Étiquette | Qualité |
| ------------ | -------- | ------------------ | --------- | ------- |
| Janvier 2019 | En cours | Marie-José Dandine | PS        | Cadre   |

### Communes déléguées
| Nom               | Code Insee | Intercommunalité      | Superficie (km2) | Population (dernière pop. légale) | Densité (hab./km2) |
| ----------------- | ---------- | --------------------- | ---------------- | --------------------------------- | ------------------ |
| Vicdessos (siège) | 09334      | CC de la Haute Ariège | 6,01             | 535 (2016)                        | 89                 |
| Goulier           | 09135      | CC de la Haute Ariège | 10,22            | 45 (2016)                         | 4,4                |
| Sem               | 09286      | CC de la Haute Ariège | 5,22             | 23 (2016)                         | 4,4                |
| Suc-et-Sentenac   | 09302      | CC de la Haute Ariège | 31,69            | 53 (2016)                         | 1,7                |

## Population et société

### Démographie
L'évolution du nombre d'habitants est connue à travers les recensements de la population effectués dans la commune depuis sa création.

En 2022, la commune comptait 571 habitants, en évolution de −12,96 % par rapport à 2016 (France hors Mayotte : +2,11 %).
| 2015 | 2020 | 2022 |
| ---- | ---- | ---- |
| 656  | 554  | 571  |

### Enseignement
Il y a une école maternelle et primaire située sur le bourg de Vicdessos ainsi que le collège du Montcalm. Depuis la rentrée 2016, ce collège est administrativement fusionné avec le collège du Sabarthès de Tarascon-sur-Ariège.

## Économie
Au-dessus du village de Goulier se trouve une petite station familiale de ski alpin : Goulier Neige. Le Relais d'Endron à Goulier est un dispositif d'accueil touristique rénové.

## Culture locale et patrimoine

### Lieux et monuments
- Église Notre-Dame de Vicdessos

Sa présence est attestée depuis 1081, elle s'appelait alors Saint-Martin-de-Sos et appartenait à l'abbaye de Saint-Sernin de Toulouse.
Le clocher carré de style roman, souvent remanié, est le seul vestige de l'église primitive. Si à l'origine l'église ne possédait qu'une nef, deux autres furent rajoutées au XVe siècle, le portail datant également de cette époque est de style gothique.
L'intérieur de l'édifice est orné de nombreuses statues et peintures (à noter, L'Adoration des bergers, tableau portant la date de 1846 qui est l'œuvre du peintre d'histoire et de genre français Auguste-Barthélemy Glaize (1807-1893)).
De nombreux objets sont référencés dans la Base Palissy.
L'orgue qui daterait probablement du milieu du XVIIe siècle est l'un des trois plus anciens de Midi-Pyrénées ; restauré en 1780, 1882 et 1991 par le facteur d'orgue gersois Pierre Vialle, il fut classé monument historique en 1978.
- Église de l'Exaltation-de-la-Sainte-Croix de Sem.
- Église Saint-Georges de Sentenac.
- Église Saint-Jacques de Sentenac.
- Église Saint-Laurent de Suc.
- Église Saint-Michel de Goulier[38].
- Chapelle Notre-Dame-des-Sept-Douleurs de Vicdessos.
- Château d'Arconac, avec quatre séquoias géants dans le parc.

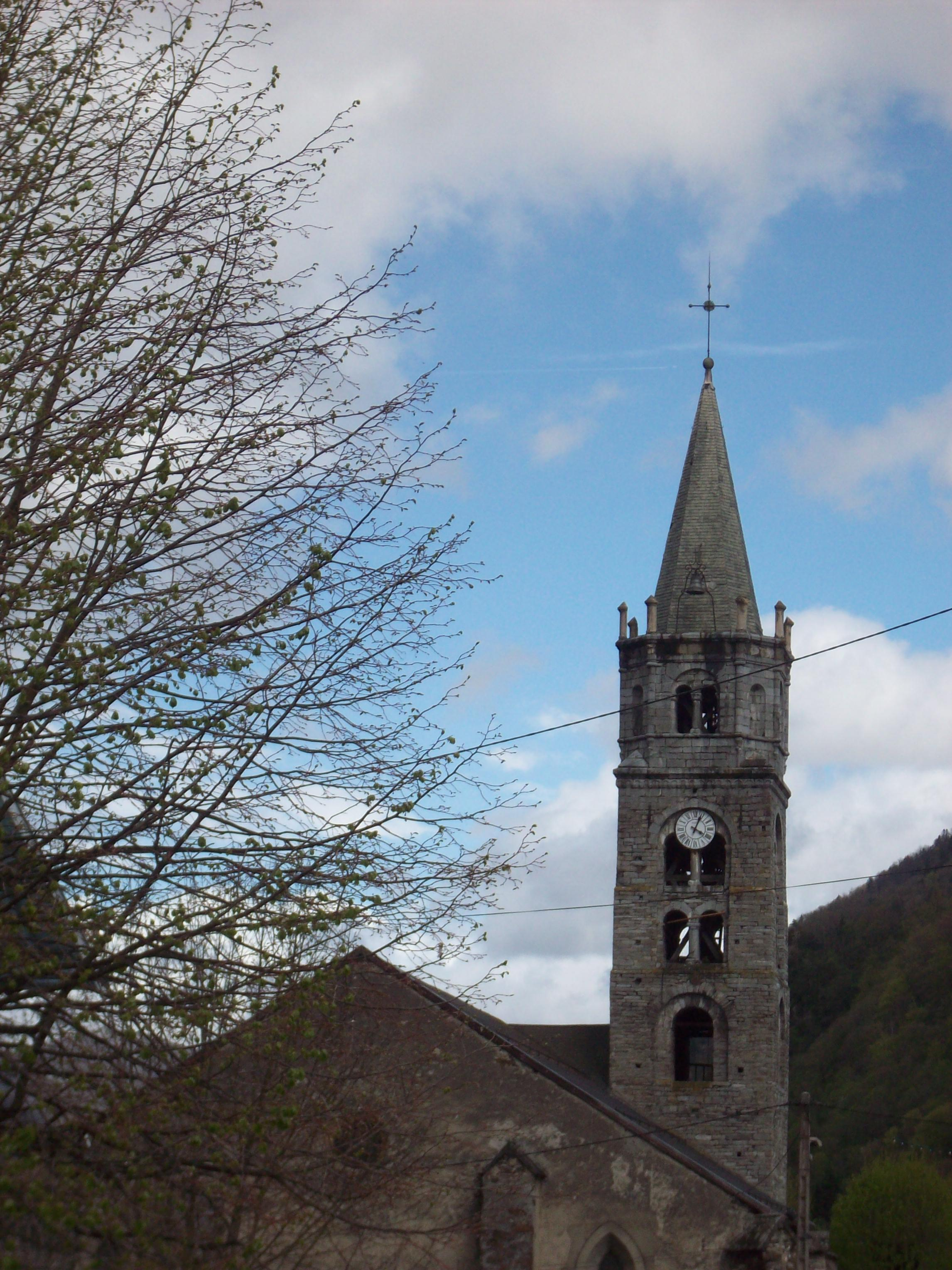
Église Notre-Dame de Vicdessos.
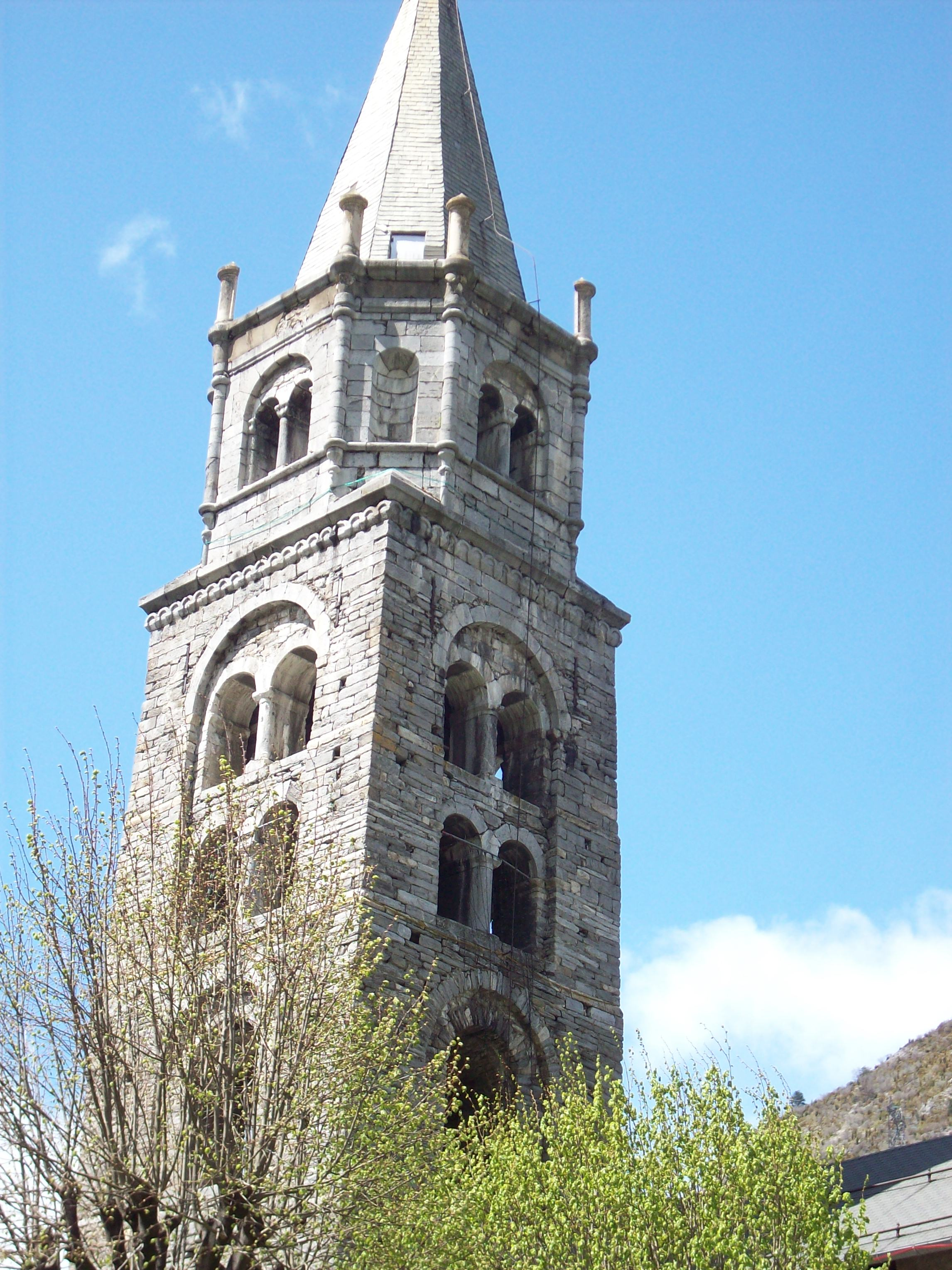
Le clocher.
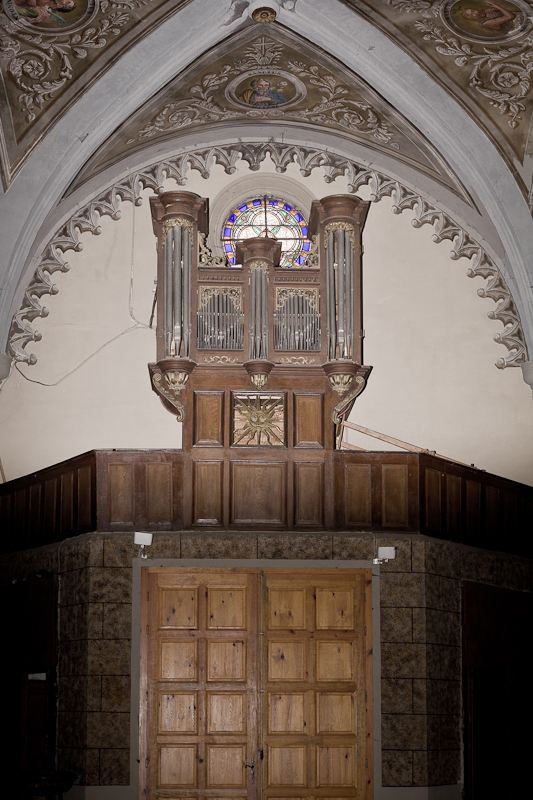
L'orgue.
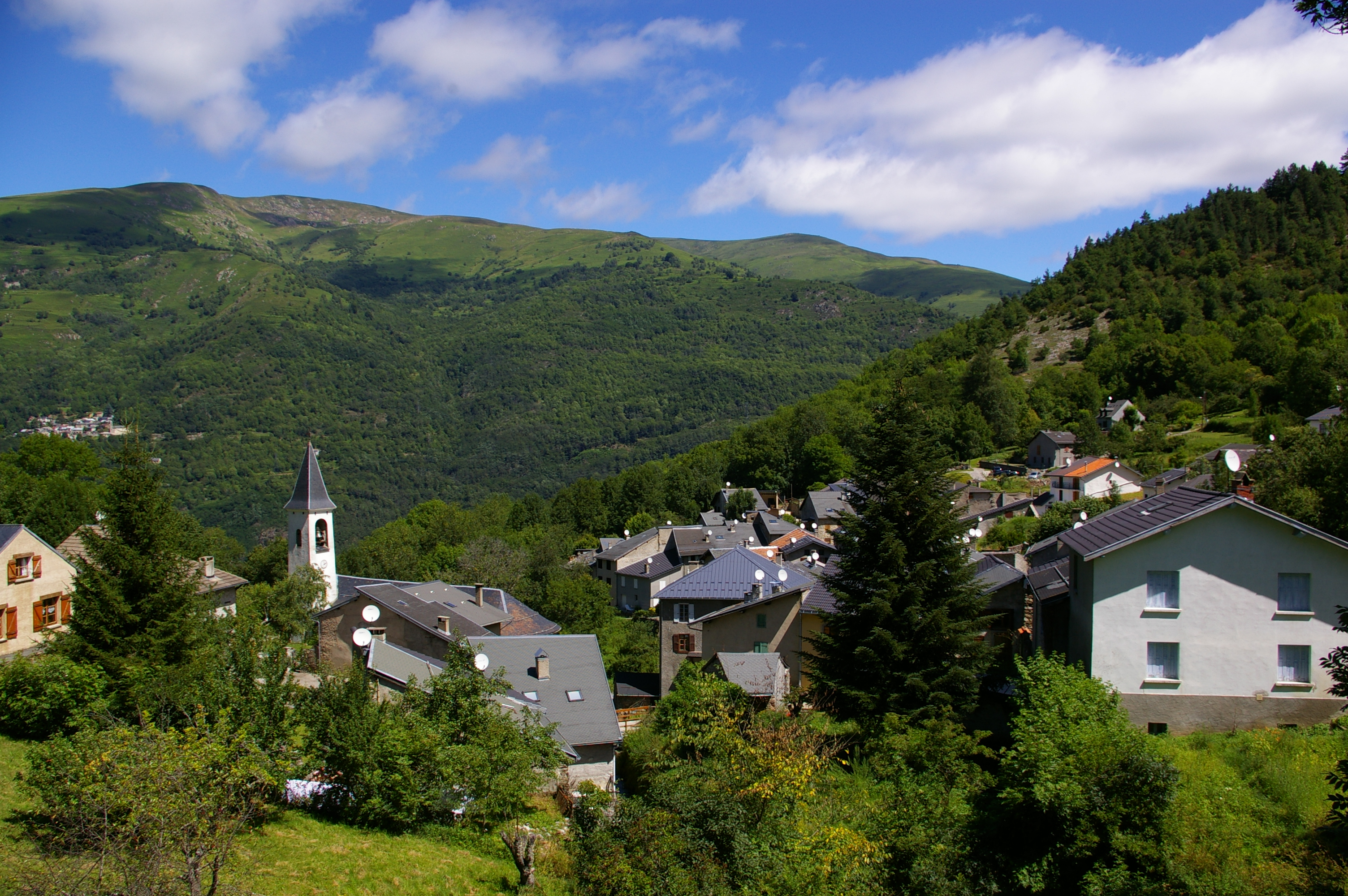
Le village de Sem et l'église de l'Exaltation-de-la-Sainte-Croix de Sem.
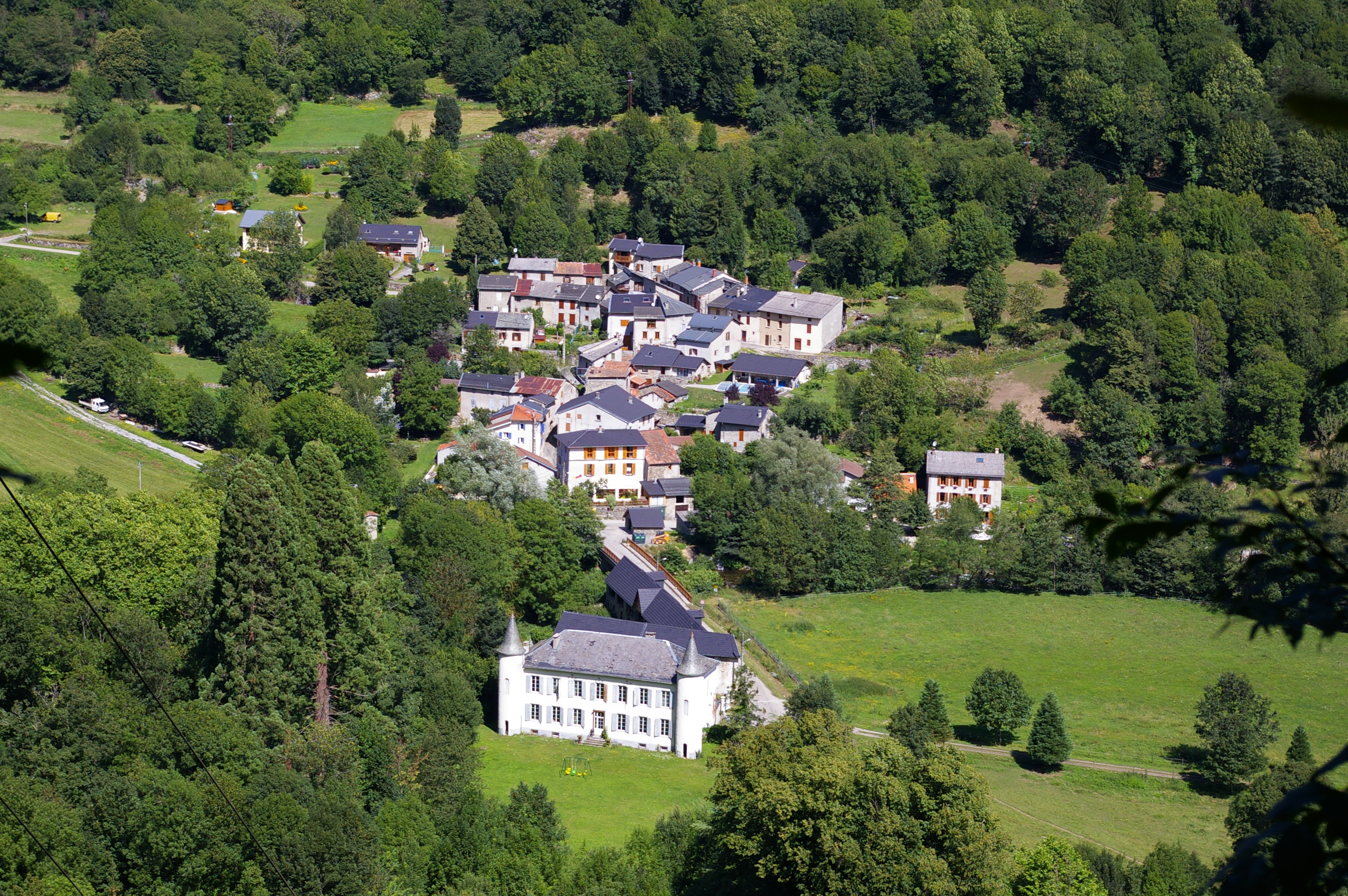
Le hameau d'Arconac avec le château au premier plan.

### Patrimoine naturel

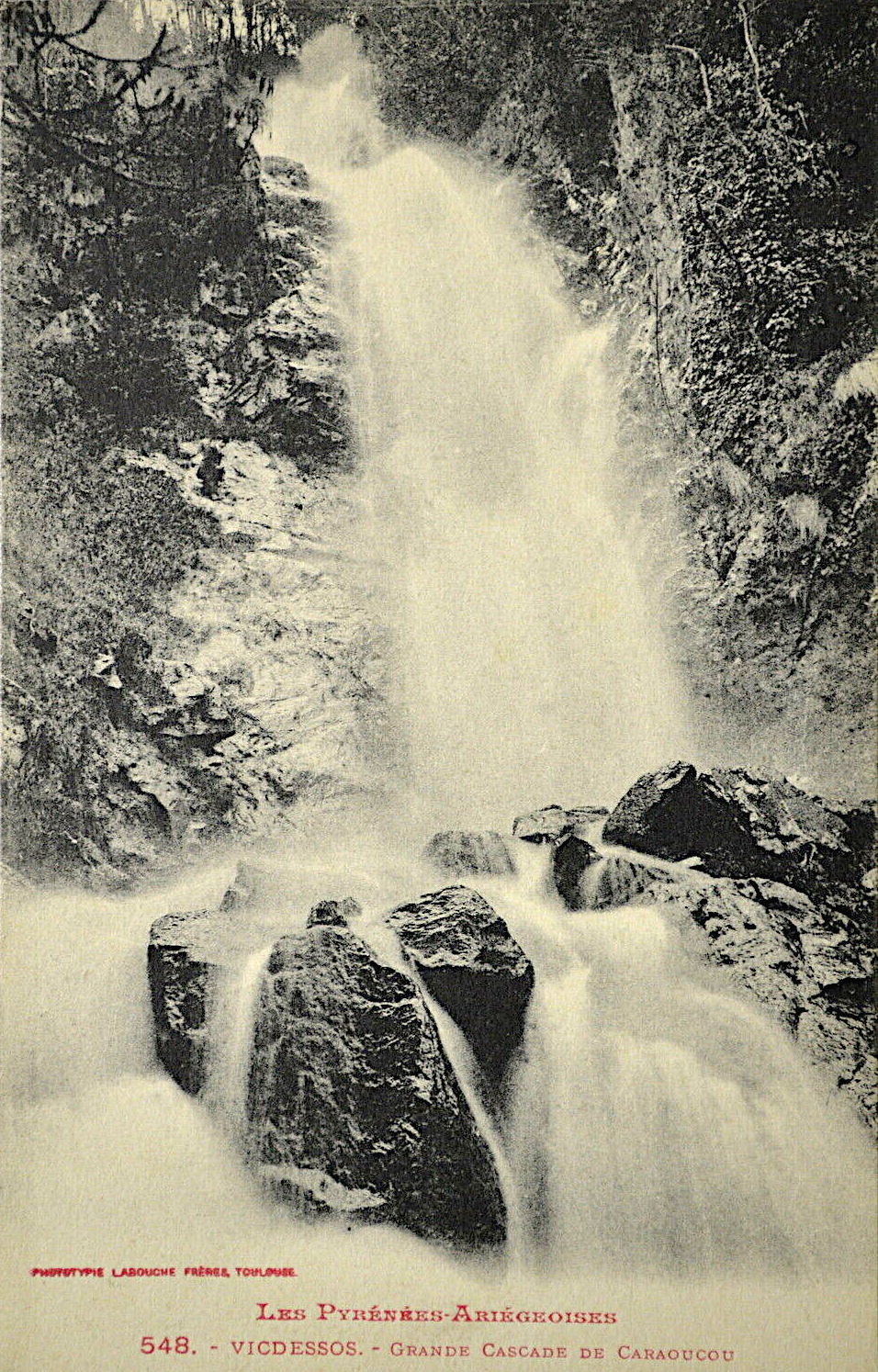
Les cascades de Caraoucou.

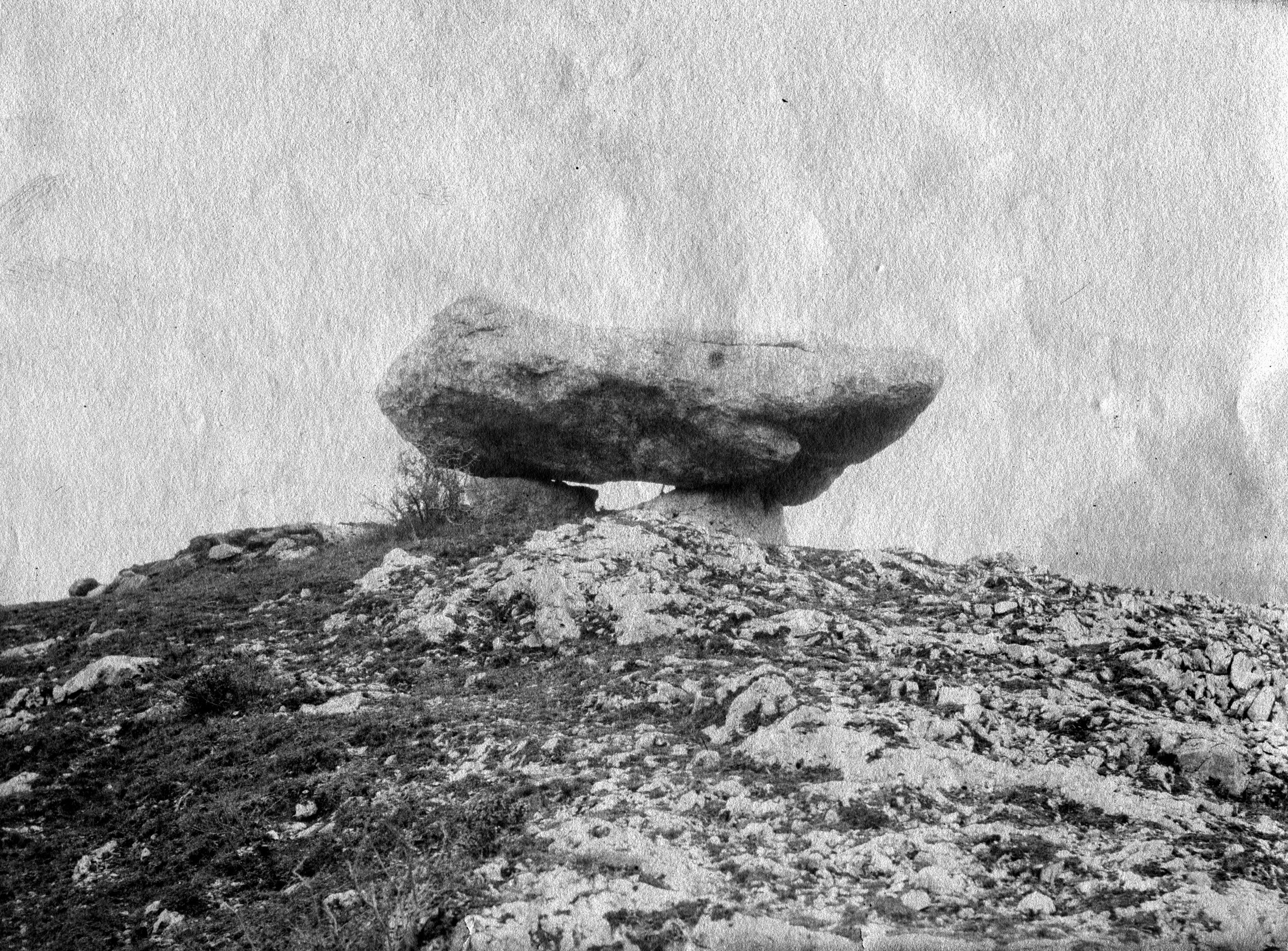
Le Palet de Samson, photographié en septembre 1882 par Eugène Trutat.

- Cascades de Caraoucou, entre les villages d'Arconac et de Sem. C'est un site de canyonisme accessible en 15 minutes.
- Le Palet de Samson au village de Sem

À l'époque quaternaire, les différents refroidissements provoquèrent l’installation de glaciers majeurs dans la vallée de Vicdessos. Ce sont ces appareils qui modelèrent la vallée en auge telle qu'elle est aujourd’hui. Issus de la haute montagne des massifs du Montcalm et de Bassiès, les glaciers arrachèrent sur les flancs de ces hauteurs des morceaux de gneiss et de granites qui furent transportés sur des kilomètres. On en retrouve notamment sur les contreforts et les éminences de la vallée : à Sem et aussi à Lapège (où ils ont l'apparence de faux dolmens), entre Vicdessos et Auzat sur la roche Saint-Vincent et au sommet du promontoire qu’occupent les ruines du château de Montréal-de-Sos.
Ce bloc erratique porte aussi le nom de Palet de Samson. La légende qui lui est attachée raconte que le géant Samson jouait avec un de ses camarades du village d'Orus à s’envoyer d'énormes rochers par-dessus la vallée. En partant, il oublia là un de ses « palets ».

### Personnalités liées à la commune
- Joseph Marie Élisabeth Durocher (1817-1860), géologue, correspondant de l'Académie, fut nommé au début de sa carrière en 1840 ingénieur de seconde classe pour les mines du Vicdessos.
- Paul Léon Aclocque (1834-1893), fut successivement peintre de talent, militaire, maître de forge, homme politique... Député de l'Ariège, il est conseiller général de Vicdessos  de 1877 à 1883.
- Louis Delcurrou, né à Sem le 13 octobre 1841, décédé à Paris le jeudi 23 janvier 1931. Avocat au barreau de Pamiers ; magistrat, procureur de la République, avocat général, conseiller à la Cour de cassation. Maire de Sem, conseiller général du canton de Vicdessos.
- Théophile Delcassé (1852-1923), élu conseiller général du canton de Vicdessos en 1888, puis député et influent ministre des Affaires étrangères.
- Jean Nayrou (1914-1983), conseiller général de Vicdessos puis sénateur de 1955 à 1980.
- Henri Nayrou, né en 1944 à Suc-et-Sentenac, homme politique, ancien député et président du conseil départemental de l'Ariège.
- René Izaure (1929-2014), graveur, dessinateur et peintre né à Vicdessos.